# Fungiacyathus crispus
Espèce
Statut CITES
Fungiacyathus crispus est une espèce de coraux appartenant à la famille des Fungiacyathidae.